# Aynalem Hailu
Aynalem Hailu Reda (12 ottobre 1986) è un ex calciatore etiope, di ruolo difensore.

## Carriera

### Club
Ha sempre giocato nel campionato etiope.

### Nazionale
Ha partecipato alla Coppa d'Africa del 2013.